# Saint-Ciers-sur-Gironde
Saint-Ciers-sur-Gironde – miejscowość i gmina we Francji, w regionie Nowa Akwitania, w departamencie Żyronda.
Według danych na rok 1990 gminę zamieszkiwało 2906 osób, a gęstość zaludnienia wynosiła 76 osób/km² (wśród 2290 gmin Akwitanii Saint-Ciers-sur-Gironde plasuje się na 145. miejscu pod względem liczby ludności, natomiast pod względem powierzchni na miejscu 193.).